# Клика Ма
Клика Ма (кит. 马家军) или же Сибэй сань Ма (кит. 西北三马) — общее историографическое наименование трёх клик военачальников из семейства Ма, обладавшие абсолютным контролем над провинциями Цинхай, Ганьсу и Нинся начиная с 1919 года. Общее правление семейства Ма над провинциями берёт свой отсчёт ещё с 1912 года, когда Ма Ци во время падения Империи Цин начал своё укрепление власти. На недолгий период, контроль над регионом был взят Гоминьданом в рамках северного похода.

## Названия
В китайской истории клика Ма носит название Мацзяцзюнь (кит. 马家军 — «войска семей Ма»). В связи с тем, что наиболее известными в период правления милитаристов были три генерала — Ма Буфан, Ма Хункуй и Ма Хунбинь — их ещё называли Сибэй сань Ма (кит. 西北三马 — «три Ма с Северо-запада»), в российском китаеведении этот термин часто переводят как «Северо-западные Ма». Американский журналист Эдгар Сноу писал о «четырёх Ма», добавляя к трём вышеуказанным ещё и Ма Буцина (брата Ма Буфана).

## История
Во время подавления Цзо Цзунтаном мусульманского восстания в Шэньси и Ганьсу во второй половине XIX века некоторые повстанцы, носившие фамилию Ма, перешли на сторону правительственных войск и стали офицерами и генералами цинской армии. Их потомки также служили в армии. Когда после Синьхайской революции 1911 года монголы и тибетцы провозгласили независимость, Ма Ци — наместник Цинхай-Ганьсу — объявил о верности пекинскому правительству. Так же поступили и другие генералы-хуэйцзу и дунгане; после объединения Китая под властью партии Гоминьдан в 1928 году северо-западные Ма объявили о своей лояльности Нанкинскому правительству.
Северо-западные Ма выступали на стороне центрального правительства во время китайско-тибетской войны 1930-1932 годов, разгромили первую Восточно-Туркестанскую республику, в 1936 году уничтожили колонну Чжан Готао, отделившуюся от основных сил китайских коммунистов во время Великого похода. Во время японо-китайской войны войска северо-западных Ма участвовали в некоторых сражениях на севере Китая. Когда после разгрома Японии возобновилась гражданская война в Китае, то войска Ма опять воевали на стороне гоминьдановского правительства, и были разгромлены во время Ланьчжоуской операции НОАК в августе 1949 года. После этого Ма Хунбинь перешёл на сторону коммунистов, став заместителем главы провинции Ганьсу, а большинство прочих представителей клики Ма покинули страну вместе с основной массой гоминьдановцев.
```
      Дунганские военачальники
```

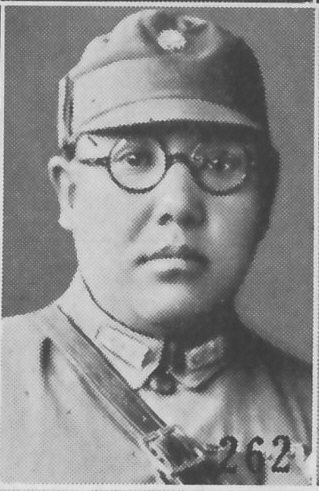
Ма Хункуй
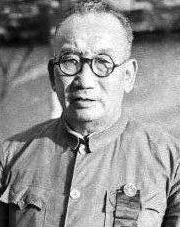
Ма Хунбинь
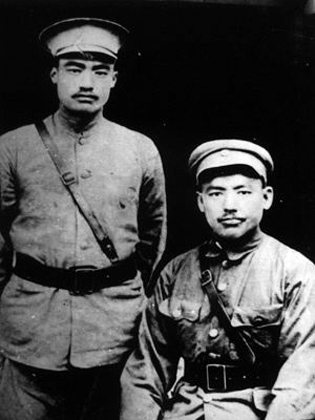
Ма Буфан и Ма Буцин
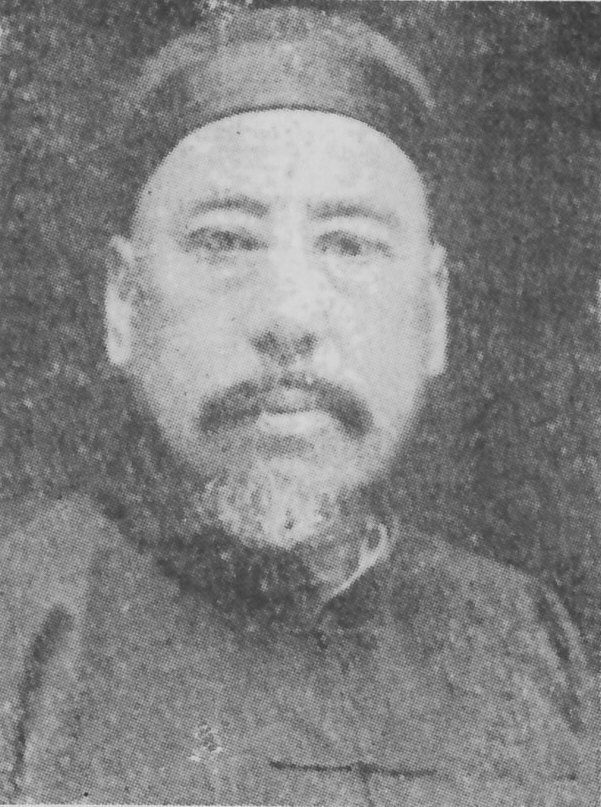
Ма Линь
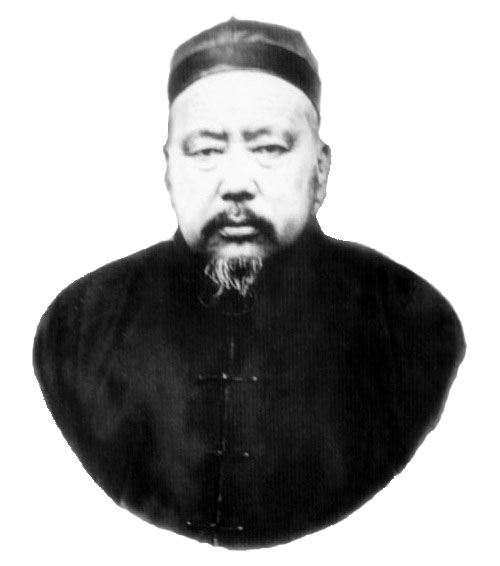
Ма Ци
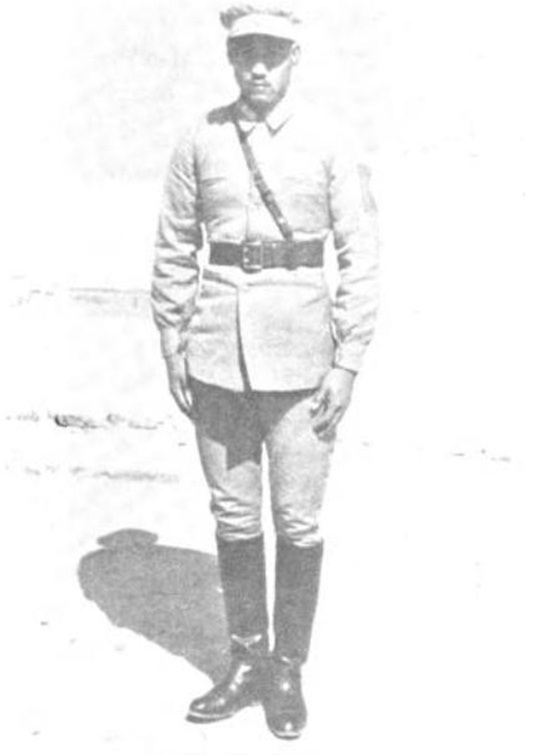
Ма Хушань
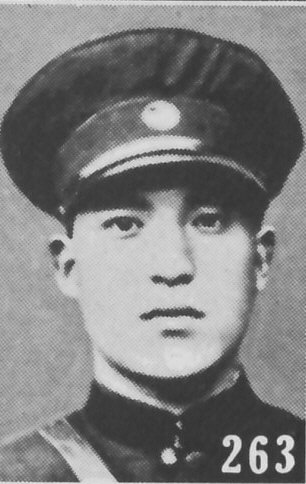
Ма Чжунъин
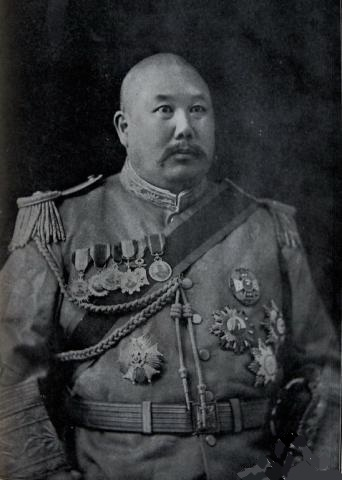
Ма Фусян
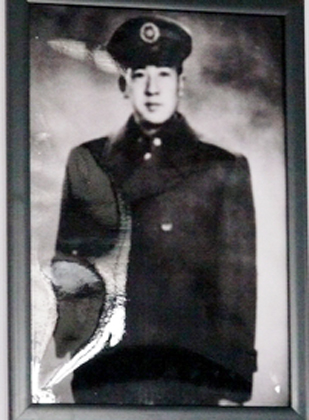
Ма Цзиюань

## Три семейства Ма
- Первое семейство Ма идёт от Ма Чжаньао, который управлял Хэчжоу во время мусульманского восстания XIX века. Его сыновьями были цинские генералы Ма Аньлян и Ма Голян. После падения монархии Ма Аньлян стал служить Китайской республике.
- Второе семейство Ма идёт от Ма Цяньлина — торговца и помещика из деревни Янчжушань рядом с Ханьцзи (современным административным центром уезда Линься), который был родственником Ма Чжаньао. От трёх жён у него было четверо сыновей — Ма Фуцай, Ма Фулу, Ма Фусян и Ма Фушоу — которые также пошли по военной стезе. Сыном Ма Фулу был Ма Хунбинь, сыном Ма Фусяна — Ма Хункуй.
- Третье семейство Ма идёт от Ма Хайяня (из волости Монигоу уезда Линься), у которого было два сына — Ма Ци и Ма Линь, также ставших известными генералами. Сыновьями Ма Ци были Ма Буцин и Ма Буфан. К этому же семейству принадлежали Ма Чжунъин (при рождении Ма Буин) и Ма Хушань

## Генералы и офицеры клики Ма
| 1-е семейство                                                | 2-е семейство | 3-е семейство |
| ------------------------------------------------------------ | --- | --- |
| - Ма Чжаньао - Ма Аньлян - Ма Голян - Ма Тинжан - Ма Тинсянь | - Ма Цяньлин - Ма Фусян - Ма Фулу - Ма Фушоу - Ма Хунбинь - Ма Хункуй - Ма Дуньцзин (1906-1972) - Ма Дуньцзин (1910-2003) | - Ма Хайянь - Ма Ци - Ма Линь (военачальник) - Ма Лян - Ма Юаньсян - Ма Буфан - Ма Буцин - Ма Букан - Ма Булуань - Ма Чжунъин (Ма Буин) - Ма Хушань - Ма Цзиюань - Ма Чэнсян |